# Stolbowoje (Kaliningrad)
Stolbowoje (russisch Столбовое, deutsch Klein Pruszillen, 1936–1938 Klein Pruschillen, 1938–1945 Kleinpreußenbruch) ist ein kleiner Ort innerhalb der russischen Oblast Kaliningrad. Er gehört zur kommunalen Selbstverwaltungseinheit Munizipalkreis Osjorsk im Rajon Osjorsk.

## Geographische Lage
Stolbowoje liegt zehn Kilometer nördlich der Rajonstadt Osjorsk (Darkehmen/Angerapp) und ist auf einem Fahrweg auf der alten Trasse der ehemaligen Bahnstrecke von Insterburg (heute russisch: Tschernjachowsk) nach Lyck (heute polnisch: Ełk) von der Regionalstraße 27A-025 (ex R508) über Retschkalowo (Abschermeningken/Fuchstal) aus zu erreichen. Bis 1945 war Spirockeln (1938–1945 Hohenfried) die nächste Bahnstation an der Bahnstrecke Insterburg–Lyck.

## Geschichte
Klein Pruszillen gehörte seit 1874 als Landgemeinde zum neu gebildeten Amtsbezirk Kieselkehmen im Kreis Gumbinnen. Am 17. September 1936 wurde die Ortsbezeichnung von Klein Pruszillen in „Klein Pruschillen“ verändert, und am 3. Juni 1938 (mit amtlicher Bestätigung vom 16. Juli 1938) das Dorf in „Kleinpreußenbruch“ umbenannt.
Infolge des Zweiten Weltkrieges kam das Dorf mit der gesamten nordostpreußischen Region zur Sowjetunion. 1950 erhielt es den russischen Namen „Stolbowoje“ und wurde dem Dorfsowjet Sadowski selski Sowet im Rajon Osjorsk zugeordnet. Von 2008 bis 2014 gehörte Stolbowoje zur Landgemeinde Krasnojarskoje selskoje posselenije, von 2015 bis 2020 zum Stadtkreis Osjorsk und seither zum Munizipalkreis Osjorsk.

### Einwohnerentwicklung
| Jahr | Einwohner |
| ---- | --------- |
| 1910 | 211       |
| 1933 | 227       |
| 1939 | 188       |
| 2002 | 11        |
| 2010 | 7         |

## Kirche
Mit seiner überwiegend evangelischen Bevölkerung war Klein Pruszillen/Kleinpreußenbruch bis 1945 in das Kirchspiel der Kirche Nemmersdorf (heute russisch: Majakowskoje) eingepfarrt. Es gehörte zum Kirchenkreis Gumbinnen (Gussew) in der Kirchenprovinz Ostpreußen der Kirche der Altpreußischen Union. Letzter deutscher Geistlicher war Pfarrer Hans Puschke.
War in der Zeit der Sowjetunion alles kirchliche Leben untersagt, so bildeten sich in den 1990er Jahren aber wieder neue evangelische Gemeinden in der Oblast Kaliningrad. Die nächstgelegene ist die in der Stadt Gussew (Gumbinnen), deren Pfarrer der Salzburger Kirche in der Kirchenregion amtieren, die der ebenfalls neugegründeten Propstei Kaliningrad in der Evangelisch-Lutherischen Kirche Europäisches Russland (ELKER) angegliedert ist.